# Good Enough
"Good Enough" är en låt av det amerikanska rockbandet Evanescence, utgiven som den fjärde och sista singeln från albumet The Open Door den 14 december 2007. Låten är en pianorockballad skriven helt av sångerskan/pianisten Amy Lee. Jämfört med den tidigare rockballaden "My Immortal" från debutalbumet Fallen blev försäljningen av "Good Enough" i Europa betydligt sämre, där den inte hamnade på någon officiell topplista. Utöver en amerikansk promosingel släpptes låten endast i Tyskland genom Sony BMG, både som enkel- och maxisingel.
Amy Lee gav följande kommentarer om låten till VH1: "I had gone through a lot of difficult things during the writing of the whole album, and by the end of it, I had stepped away from those bad situations. That's really hard. You have to be really brave and strong about it. After doing that, I felt so amazing. For the first time I felt like I could write a song based on how good I felt. I have never done that before ever."
Musikvideon till låten regisserades av Marc Webb och Rich Lee och spelades in i Budapest mellan 11 och 14 juni 2007.

## Låtlista
- Alla låtar skrivna av Amy Lee där inget annat anges

Amerikansk promosingel (Wind-Up; WUJC 2022-2 / WUJC 20195-2)
1. "Good Enough" (Radio Edit) – 4:33

Tysk Enkel-CD (Basic)
1. "Good Enough" (Radio Edit) – 4:33
2. "Good Enough" (Acoustic from Intl Live) – 4:30

Tysk maxisingel (Premium)
1. "Good Enough" (Radio Edit) – 4:33
2. "Good Enough" (Acoustic from Intl Live) – 4:30
3. "Your Star" (Live from Tokyo; Lee, Balsamo) – 4:43
4. Video: "Good Enough"

## Medverkande
- Amy Lee – sång, piano
- Terry Balsamo – sologitarr
- Troy McLawhorn – kompgitarr, tillagd programmering
- Tim McCord – bas
- Will Hunt – trummor